# Rača (Bratysława)

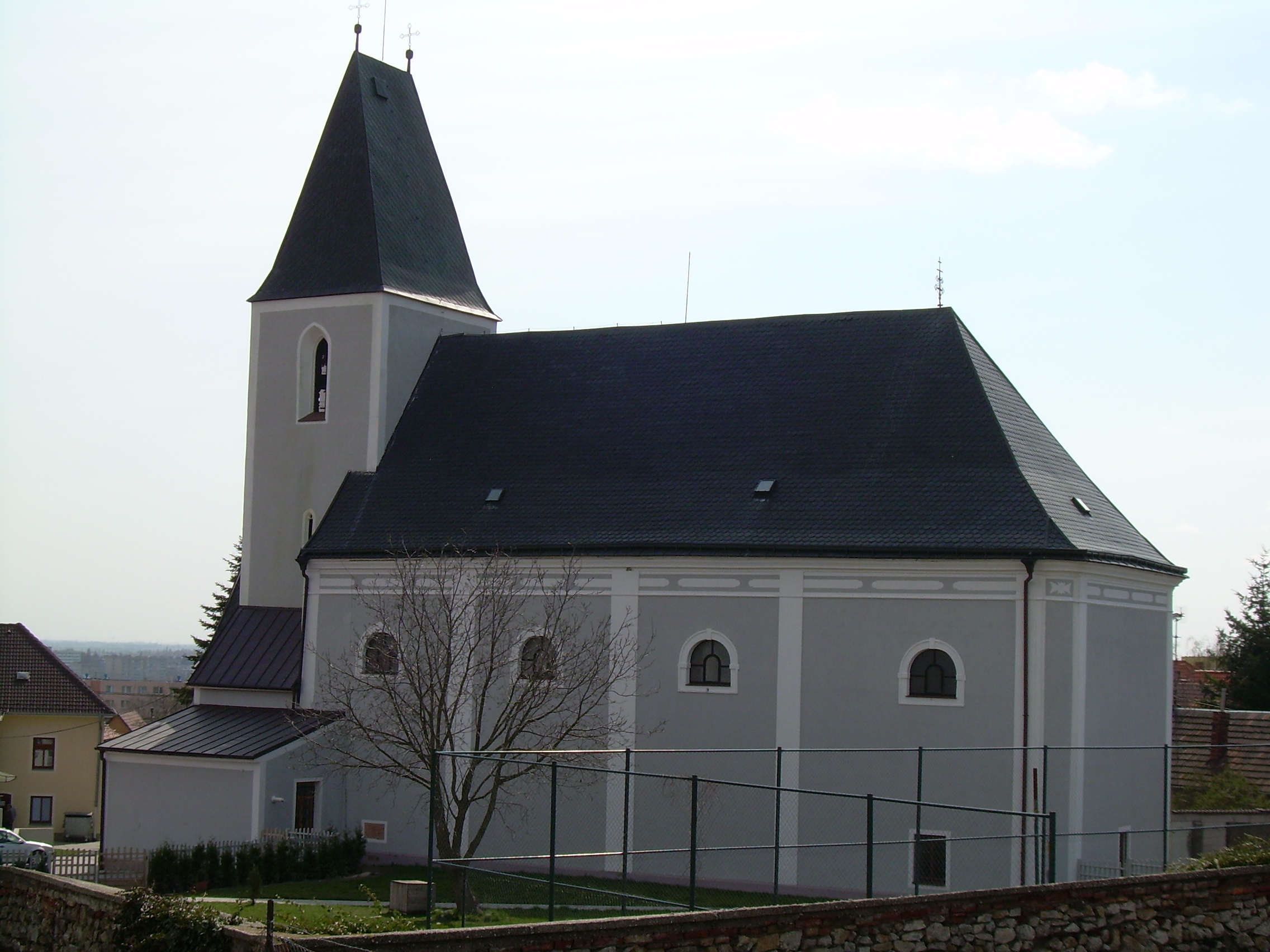
Kościół katolicki pod wezwaniem Świętych Filipa i Jakuba

Rača (do 1946 Račistorf, także Račissdorf, Rajča i inne, niem. Ratzersdorf lub Rat(zi)schdorf, węg. Récse) – dawniej miasteczko, obecnie dzielnica Bratysławy, położona w powiecie Bratysława III, na północny wschód od centrum. Ośrodek winiarski Małych Karpat.

## Historia
Po raz pierwszy pojawia się w dokumentach królewskich w 1245 jako villa Racha, choć tereny te były zasiedlone znacznie wcześniej, prawdopodobnie już w okresie celtyckim. Od VIII wieku osiedlili się w tym miejscu Słowianie – osada nosiła nazwę Okol, ale została zniszczona, podobnie jak wiele w tej okolicy, przez najazd tatarski w XIII wieku. Odbudowali ją niemieccy koloniści i od tego okresu nazwa miejscowości aż do XX wieku była mniej lub bardziej związana z językiem niemieckim – Rechendorf, Retisdorf, Ratsesdorf, Ratzersdorf, Ratzerstorf, Račišdorf, Račištorf, a po węgiersku Recha, Résca, Récse. Sporadycznie używano nazw słowiańskich – np. Rastislavice. 
W 1306 rozpoczęto budowę kościoła parafialnego.
W XVI wieku do Račy przybyli koloniści chorwaccy, uciekający ze swej ojczyzny przed Turkami. W 1647 miejscowość otrzymała prawa miejskie i zwolnienie miejscowych winiarzy z płacenia danin. Tutejsze produkty winiarskie cieszyły się w przeszłości dużym uznaniem – w 1767 królowa Węgier Maria Teresa uznała wino (znane dzisiaj jako Račianska frankovka) jako godne cesarskiego stołu.
Pod koniec XIX wieku przez miasteczko poprowadzono linię kolejową i wybudowano dwie stacje – Bratislava - Východ (wówczas Pozsony Rendezö) oraz Bratislava Rača.
W 1910 spis powszechny wykazał, że wśród 4595 mieszkańców 3041 zadeklarowało się jako Słowacy, 875 Niemcy, a 650 Węgrzy. W okresie międzywojennym ludność niemiecka stanowiła nadal 13–16%.
W 1946 miejscowość włączono w granice Bratysławy i nadano współczesną nazwę.
24 listopada 1966 w miejscu zwanym Sakrakopec wydarzyła się największa katastrofa lotnicza w historii Słowacji – rozbił się bułgarski Ił-18 lecący z Sofii do Berlina. Zginęły wszystkie osoby na pokładzie – 82 osoby, obywatele 10 krajów.

## Zabytki
- kościół katolicki z 1390, pod wezwaniem Świętych Filipa i Jakuba oraz probostwo, znajdujące się przy kościele
- kościół ewangelicki z 1835

## Podział dzielnicy
Nieoficjalnie Rača dzieli się na 3 części:
- Krasňany – jedna z najstarszych słowackich osad; w latach 1970–1985 pracował w państwowym przedsiębiorstwie (Lasy Państwowe) Alexander Dubček.
- Rača
- Východné (również Rendez, od węgierskiej formy Rendezö). Węzeł kolejowy, bombardowany podczas II wojny światowej. Znajduje się tam małe kolejowe muzeum.